# Zilverchromaat
Zilverchromaat is een anorganische verbinding van zilver met als brutoformule Ag2CrO4. De stof komt voor als een bruine vaste stof die slecht oplosbaar is in water.

## Toepassingen
Zilverchromaat wordt gebruikt bij de golgikleuring om neuronen zichtbaar te maken, maar kan ook gebruikt worden om de hoeveelheid chloride te bepalen in vloeistoffen (zoals in urine of regenwater). In dat laatste geval wordt het als indicator gebruikt. De oplosbaarheid van zilverchromaat is iets groter dan de oplosbaarheid van zilverchloride. Voor het begin van de bepaling wordt een klein beetje kaliumchromaat toegevoegd. Tijdens het toevoegen van een zilvernitraatoplossing (met daarin zilverionen, Ag+) van bekende concentratie aan een chloride-houdende oplossing slaat zilverchloride neer:
{\displaystyle {\ce {Ag^+ + Cl^- -> AgCl}}}
De eerst heldere gele oplossing wordt troebel, het neerslag is lichtgrijs van kleur. Als het chloride op is zal het toegevoegde zilver reageren met het aanwezige chromaat, waardoor de kleur van de oplossing van geel met neerslag naar roodbruin omslaat. Dit is het teken dat de bepaling beëindigd kan worden. Voor een nauwkeurige bepaling is het uitvoeren van een blancobepaling noodzakelijk. Uit de concentratie van de zilvernitraat-oplossing en het toegevoegde volume kan vervolgens het chloridegehalte berekend worden. Deze methode staat bekend als de chloridebepaling volgens Mohr.